# Taoiseach
Der Taoiseach [ˈt̪ˠʰiːʃəx] ⓘ (Plural: Taoisigh [⁠ˈt̪ˠʰiːʃiː⁠], [⁠ˈt̪ˠʰiːʃɪgʲ⁠]) ist der Regierungschef von Irland. Der irischsprachige Titel wird oft als „Premierminister“ übersetzt und erscheint auch im Deutschen mitunter mit dem irischen bestimmten Artikel an Taoiseach.
Der Taoiseach wird durch das irische Repräsentantenhaus (Dáil Éireann) nominiert, anschließend vom irischen Präsidenten bestimmt und benötigt, um im Amt zu bleiben, das Vertrauen des Dáil. Der amtierende Taoiseach ist seit dem 23. Januar 2025 Micheál Martin, Mitglied der Partei Fianna Fáil.

## Überblick
Laut irischer Verfassung muss der Taoiseach durch das Repräsentantenhaus (Dáil Éireann) des Parlaments nominiert werden. Für den Fall, dass der Taoiseach das Vertrauen des Dáil verliert, bestehen zwei Möglichkeiten. Er kann entweder zurücktreten oder versuchen, den Präsidenten davon zu überzeugen, das Dáil aufzulösen. Der Präsident kann diese Bitte ablehnen und somit den Taoiseach zum Rücktritt zwingen. Bisher allerdings ist eine solche Situation noch nicht eingetreten. Der Dáil kann dem Taoiseach das Vertrauen durch ein erfolgreiches Misstrauensvotum, eine misslungene Vertrauensfrage oder durch die Verweigerung der Unterstützung entziehen. Für den Fall des Rücktritts übt der zurückgetretene Taoiseach die Ämter bis zur Einsetzung eines Nachfolgers weiterhin aus.
Der Taoiseach nominiert die Mitglieder seiner Regierung, die dann mit der Zustimmung des Dáil durch den Präsidenten berufen werden. Der Taoiseach hat die Möglichkeit, Mitglieder aus dem Kabinett auszuschließen. Unter den „entlassenen“ Ministern waren Persönlichkeiten wie Charles J. Haughey und Neil Blaney im Jahr 1970, Brian Lenihan 1990 sowie Albert Reynolds, Pádraig Flynn und Máire Geoghegan-Quinn im Jahr 1991. Er ist verantwortlich für die Nominierung von elf Mitgliedern des irischen Oberhauses, des Seanad Éireann.
Bei Abwesenheit wird der Taoiseach durch den Tánaiste vertreten; ebenso übernimmt der Tánaiste im Todesfall temporär die Aufgaben des Taoiseach.

## Geschichte

### Wortherkunft
Die Wörter Taoiseach und Tánaiste (Titel des Vize-Ministerpräsidenten) entstammen beide der irischen Sprache und haben vormittelalterliche Ursprünge. Obwohl der Taoiseach in der Verfassung als „Regierungsoberhaupt oder Premierminister“ beschrieben wird, lautete die ursprüngliche Bedeutung des Wortes „Anführer“ oder „Häuptling“. Die altirische Form ist toísech, zu altirisch tuus, „Führung“.
Der früheste bekannte Nachweis des Begriffs stammt von einer aus dem 5. oder 6. Jh. datierenden zweisprachigen Inschrift aus Wales, wo er gleichlautend sowohl in archaischem Irisch in Ogham-Schrift als auch in britischer Sprache in Lateinschrift (TOVISACI, Genitiv zu tovisacos) verwendet wird.
Die irische Anredeform ist a Thaoisigh [əˈhiːʃiː] oder [əˈhiːʃɪg].

### Moderne Geschichte
Das Amt des Taoiseach wurde durch die irische Verfassung im Jahr 1937 geschaffen und löste die Position des Vorsitzenden des Exekutivrates des Irischen Freistaates ab, obwohl beide Ämter sich doch in einigen fundamentalen Dingen unterschieden. Der Vorsitzende des Exekutivrates hatte weitaus geringere Machtbefugnisse, da er weder einzelne Minister entlassen (nur das Kabinett im Ganzen) noch das Unterhaus auflösen konnte.
In der Vergangenheit gab es in Irland bereits Mehrparteienregierungen – in einem solchen Fall war der Taoiseach (bis auf eine Ausnahme) immer der Vorsitzende der stärksten Regierungspartei. Die Ausnahme war John A. Costello, der als Kompromissvorschlag anstelle von Richard Mulcahy (Vorsitzender von Fine Gael) das Amt ausübte, da Mulcahy von den anderen Regierungsparteien nicht unterstützt wurde.

## Liste der Taoisigh
| #   | Name               |                   |                   | Partei      |
| --- | ------------------ | ----------------- | ----------------- | ----------- |
| 1.  | Éamon de Valera    | 29. Dezember 1937 | 18. Februar 1948  | Fianna Fáil |
| 2.  | John A. Costello   | 18. Februar 1948  | 13. Juni 1951     | Fine Gael   |
|     | Éamon de Valera    | 13. Juni 1951     | 2. Juni 1954      | Fianna Fáil |
|     | John A. Costello   | 2. Juni 1954      | 20. März 1957     | Fine Gael   |
|     | Éamon de Valera    | 20. März 1957     | 23. Juni 1959     | Fianna Fáil |
| 3.  | Seán Lemass        | 23. Juni 1959     | 10. November 1966 | Fianna Fáil |
| 4.  | Jack Lynch         | 10. November 1966 | 14. März 1973     | Fianna Fáil |
| 5.  | Liam Cosgrave      | 14. März 1973     | 5. Juli 1977      | Fine Gael   |
|     | Jack Lynch         | 5. Juli 1977      | 11. Dezember 1979 | Fianna Fáil |
| 6.  | Charles J. Haughey | 11. Dezember 1979 | 30. Juni 1981     | Fianna Fáil |
| 7.  | Garret FitzGerald  | 30. Juni 1981     | 9. März 1982      | Fine Gael   |
|     | Charles J. Haughey | 9. März 1982      | 14. Dezember 1982 | Fianna Fáil |
|     | Garret FitzGerald  | 14. Dezember 1982 | 10. März 1987     | Fine Gael   |
|     | Charles J. Haughey | 10. März 1987     | 11. Februar 1992  | Fianna Fáil |
| 8.  | Albert Reynolds    | 11. Februar 1992  | 15. Dezember 1994 | Fianna Fáil |
| 9.  | John Bruton        | 15. Dezember 1994 | 26. Juni 1997     | Fine Gael   |
| 10. | Bertie Ahern       | 26. Juni 1997     | 6. Mai 2008       | Fianna Fáil |
| 11. | Brian Cowen        | 7. Mai 2008       | 9. März 2011      | Fianna Fáil |
| 12. | Enda Kenny         | 9. März 2011      | 13. Juni 2017     | Fine Gael   |
| 13. | Leo Varadkar       | 14. Juni 2017     | 27. Juni 2020     | Fine Gael   |
| 14. | Micheál Martin     | 27. Juni 2020     | 17. Dezember 2022 | Fianna Fáil |
|     | Leo Varadkar       | 17. Dezember 2022 | 8. April 2024     | Fine Gael   |
| 15. | Simon Harris       | 9. April 2024     | 23. Januar 2025   | Fine Gael   |
|     | Micheál Martin     | 23. Januar 2025   | amtierend         | Fianna Fáil |